# زی رافائل
خوزه رافائل ویویان (زاده ۱۶ ژوئن ۱۹۹۳)، معروف به زه رافائل ، بازیکن فوتبال برزیلی است. او در حال حاضر در پست هافبک تهاجمی برای پالمیراس بازی می کند.

## حرفه باشگاهی

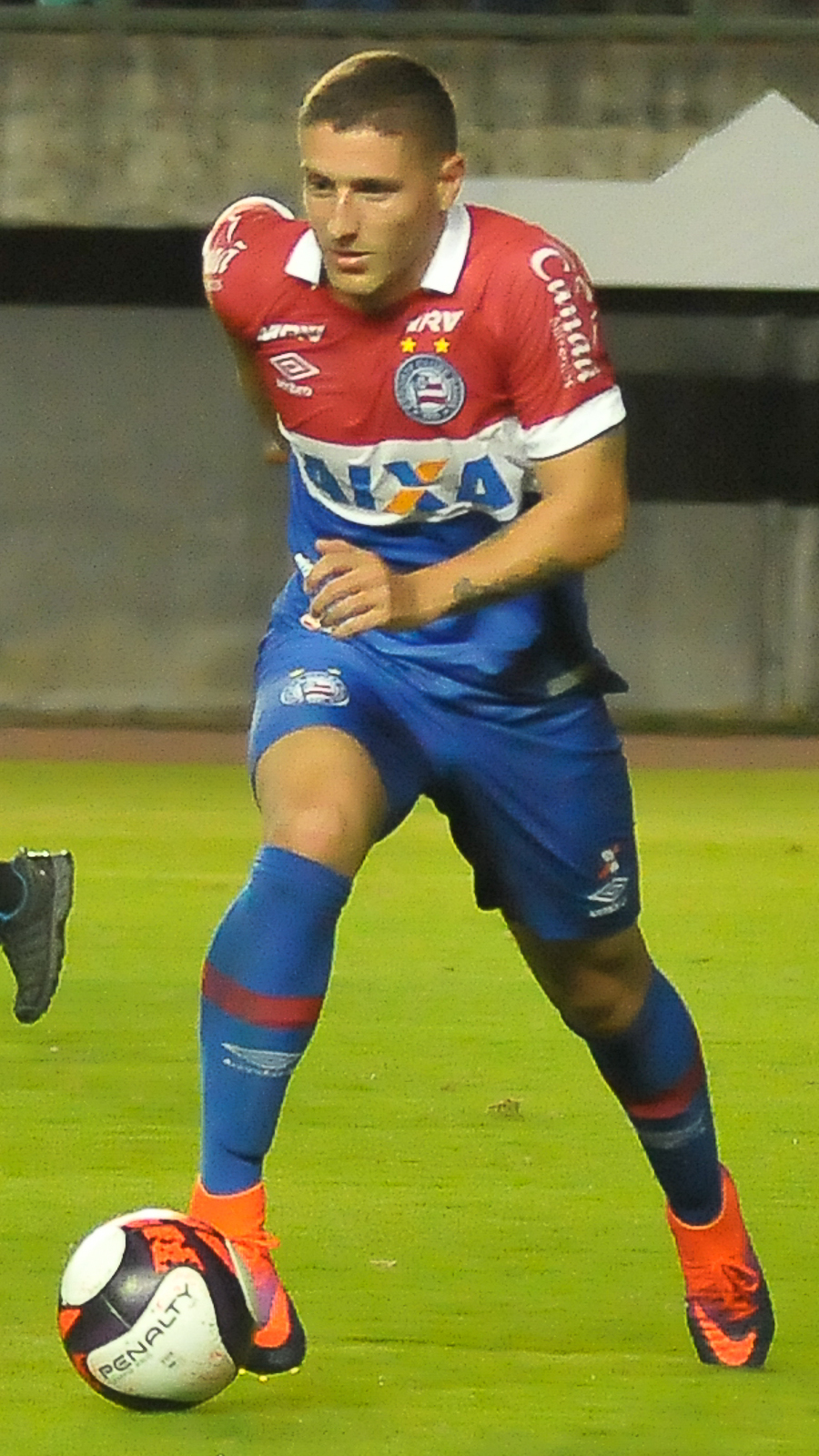
زی رافائل با باهیا در سال ۲۰۱۷

زه رافائل که در پونتا گروسا، پارانا متولد شد، در سال ۲۰۰۹ و در سنین ۱۶ سالگی به تیم جوانان کوریتیبا پیوست. بعد از آن نخستین بازی خود را در تیم نخست در تاریخ ۲۹ آوریل ۲۰۱۲ انجام داد. او به عنوان جانشین نیمه وقت رافائل سیلوا در برد خارج از خانه ۳-۱ قهرمانی پارانا به میدان رفت. بعدها هم مقابل رم بازی کرد.
زی رافائل بی شک پیش از فصل ۲۰۱۳ به عنوان تیم اصلی صعود کرد، و بعد از آن نخستین بازی خود در سری آ را در تاریخ ۱۱ اوت ۲۰۱۳  با تعویضی لینکلن در بازی باخت ۱ بر ۰ در واسکو دوگاما انجام داد. او یک سال بعد در روز ۱۲ فوریه، پس از اندکی دیده شدن، تا پایان قهرمانی گائوچو در سال ۲۰۱۴ به نوو هامبورگو قرض داده می شود.